# Ban-de-Sapt
Ban-de-Sapt è un comune francese di 351 abitanti situato nel dipartimento dei Vosgi nella regione del Grand Est.

## Società

### Evoluzione demografica
Abitanti censiti